# Entroido de Laza
El Entroido de Laza es una festividad de carácter tradicional que durante los días anteriores al Miércoles de Ceniza se realiza en el pueblo de Laza (Orense) España. Es considerado el Carnaval con mayor antigüedad y esplendor de Galicia.
El punto álgido de la fiesta se encuentra la noche del viernes anterior al Miércoles de Ceniza con el recorrido por las calles de los fachós, antorchas. En la mañana del domingo encontramos a los peliqueiros con trajes característicos, cencerros en la cintura, una máscara que les cubre la cara y en su mano un látigo, estos son los personajes principales del Carnaval de Laza. El domingo junto con el martes se realiza una cabalgata de carrozas decoradas de formas distintas. La farrapada se realiza en la mañana del lunes, una pintoresca batalla, en la que se utilizan trapos manchados de barro como si de armas se tratase. Ese mismo día al atardecer llega la Morena, un vecino del pueblo vestido con una cabeza "postiza" de toro en madera y una manta, que simula atacar a las mujeres mientras sus compañeros le arrojan tierra con hormigas al público. El fin de la fiesta llega al final del día del martes donde se lee el testamento, crítica de lo ocurrido desde el Carnaval del año anterior.

## Enlaces
- Wikimedia Commons alberga una categoría multimedia sobre Entroido de Laza.

- Datos: Q5752861
- Multimedia: Carnivals in Laza / Q5752861